# Hoa Sơn, Anh Sơn
Hoa Sơn là một xã thuộc huyện Anh Sơn, tỉnh Nghệ An, Việt Nam.
Xã Hoa Sơn có diện tích 24,66 km², dân số năm 1999 là 6.715 người, mật độ dân số đạt 272 người/km².